# شهرستان ووشتسه
شهرستان ووشتسه (به لهستانی: Powiat Łosice) یک شهرستان در لهستان است که در استان ماسوویان واقع شده‌است. شهرستان ووشتسه ۷۷۱٫۷۷ کیلومتر مربع مساحت و ۳۱٬۶۲۸ نفر جمعیت دارد.